# Železniční most (Bohušovice nad Ohří)
Železniční most v Bohušovicích nad Ohří v okrese Litoměřice byl postaven v roce 1848 a je kulturní památkou ČR.

## Historie
Jihovýchodně od železniční stanice Bohušovice nad Ohří v km 487,870 na trati 090 se nachází empírový železniční most postavený přes řeku Ohři v roce 1848 společnosti Severní státní dráhy. V roce 1924 byla provedena jeho oprava a most byl rozšířen. V období 2000–2002 byl most rekonstruován v rámci I. rychlostního koridoru. 

## Popis
Dvojkolejný železniční most je postaven z pískovcových kvádrů, které byly na místo dovezeny loděmi jihočeské firmy Lanna. Je 165 metrů dlouhý (včetně opěr), má devět segmentových oblouků o světlosti 12,65 metrů, z nichž pět přemosťuje řeku Ohři, v řečišti jsou čtyři pilíře, další čtyři oblouky vedou nad místní komunikací. Pilíře jsou obdélníkového půdorysu se zaoblenými návodními i povodními stranami. Při opravě v roce 1924 byla využita tato zaoblení k rozšíření mostu.